# Phoenicolacerta troodica
Espèce
Synonymes
- Lacerta troodica Werner, 1936

Statut de conservation UICN

 LC  : Préoccupation mineure
Phoenicolacerta troodica est une espèce de sauriens de la famille des Lacertidae.

## Répartition
Cette espèce est endémique de Chypre.

## Étymologie
Cette espèce est nommée en référence au lieu de sa découverte, le massif du Troodos.

## Publication originale
- Werner, 1936 : Reptiles from Mount Troodos, Cyprus. Proceedings of the Zoological Society of London, vol. 1936, p. 655-658.